# Kolonos (Mythologie)
Kolonos (altgriechisch Κολωνός Kolōnós) ist eine Person der griechischen Mythologie.
Er ist ein Heros aus Tanagra, Seine Söhne Ochemos, Leon und Bukolos, seine Tochter ist Ochna. Die Tochter Ochna versucht den schönen Jüngling Eunostos zu verführen. Als ihr das misslingt, bezichtigt sie Eunostos gegenüber ihren Brüdern, ihr Gewalt angetan zu haben, woraufhin diese den Eunostos erschlagen. Elieus, der Vater des Eunostos, lässt die Brüder gefangen nehmen. Nachdem Ochna die Wahrheit gestanden und sich aus Reue von einem Felsen gestürzt hat, kommen sie wieder frei.
Der aus dem attischen Demos Kolonos stammende Dichter Sophokles nennt einen Kolonos in seinem Drama Ödipus auf Kolonos als eponymen Heros des Demos. Ob er dabei den Heros aus Tanagra im Sinn hatte, ist ungewiss.